# Omicron opifex
Omicron opifex är en stekelart som först beskrevs av Brethes 1909.  Omicron opifex ingår i släktet Omicron och familjen Eumenidae. Inga underarter finns listade i Catalogue of Life.